# Aldisa
Aldisa là một chi sên biển nhỏ, các con sên biển mang trần trong họ Cadlinidae, nhánh Euthyneura.

## Các loài
Các loài thuộc chi Aldisa bao gồm:
- Aldisa alabastrina Cooper, 1862
- Aldisa albatrossae Elwood, Valdés & Gossliner, 2000[1]
- Aldisa albomarginata Millen in Millen & Gosliner, 1985
- Aldisa andersoni Gosliner & Behrens, 2004
- Aldisa banyulensis Pruvot-Fol, 1951
- Aldisa barlettai Ortea & Ballesteros, 1989
- Aldisa benguelae Gosliner in Millen & Gosliner, 1985
- Aldisa berghi Vayssière, 1901
- Aldisa binotata Pruvot-Fol, 1953
- Aldisa cooperi Robilliard & Baba, 1972
- Aldisa erwinkoehleri Perrone, 2001
- Aldisa expleta Ortea, Perez, & Llera, 1981
- Aldisa nhatrangensis Risbec, 1956
- Aldisa pikokai Bertsch & Johnson, 1982
- Aldisa sanguinea (J. G. Cooper, 1863) - Blood-spot doris
  - Aldisa sanguinea cooperi Robilliard & Baba, 1972
- Aldisa tara Millen in Millen & Gosliner, 1985
- Aldisa trimaculata Gosliner in Millen & Gosliner, 1985
- Aldisa williamsi Elwood, Valdes & Gosliner, 2000[1]
- Aldisa zetlandica (Alder & Hancock, 1854)